# Церква Христа Царя (Комарівка)
Церква Христа Царя в Комрівці — парафія і храм греко-католицької громади Козівського деканату Тернопільсько-Зборівської архієпархії Української греко-католицької церкви в селі Комарівка Тернопільського району Тернопільської области.

## Історія церкви
Парафія в селі була заснована у 2006 році. До цього моменту її жителі належали до парафії села Дибще.
Новозбудований храм освятив 28 жовтня 2007 року єпископ Тернопільсько-Зборівський Василій Семенюк. Церкву звели завдяки зусиллям та фінансовій підтримці сільської громади, а також пожертвам мешканців сусідніх сіл, вихідців із села та діаспори. Іконостас і престол є подарунком від родини Забанджали, які також виконали ці роботи. У 2011 році на території парафії була збудована двоярусна дзвіниця.
Остання візитація владики Василія Семенюка відбулася у 2007 році, під час освячення храму.
При парафії діють Вівтарна та Марійська дружини. На території села розташовані три хрести парафіяльного значення, а дзвіниця перебуває у власності парафії.

## Парохи
- о. митрат Дмитро Долішняк (1996—1998),
- о. Іван Кравець (1998—2006),
- о. Михайло Забанджала (12 лютого 2006 — 1 квітня 2015),
- о. Віктор Гуменюк (з 1 квітня 2015).